# Palisota barteri
Palisota barteri är en himmelsblomsväxtart som beskrevs av Joseph Dalton Hooker. Palisota barteri ingår i släktet Palisota och familjen himmelsblomsväxter. Inga underarter finns listade.

## Bildgalleri

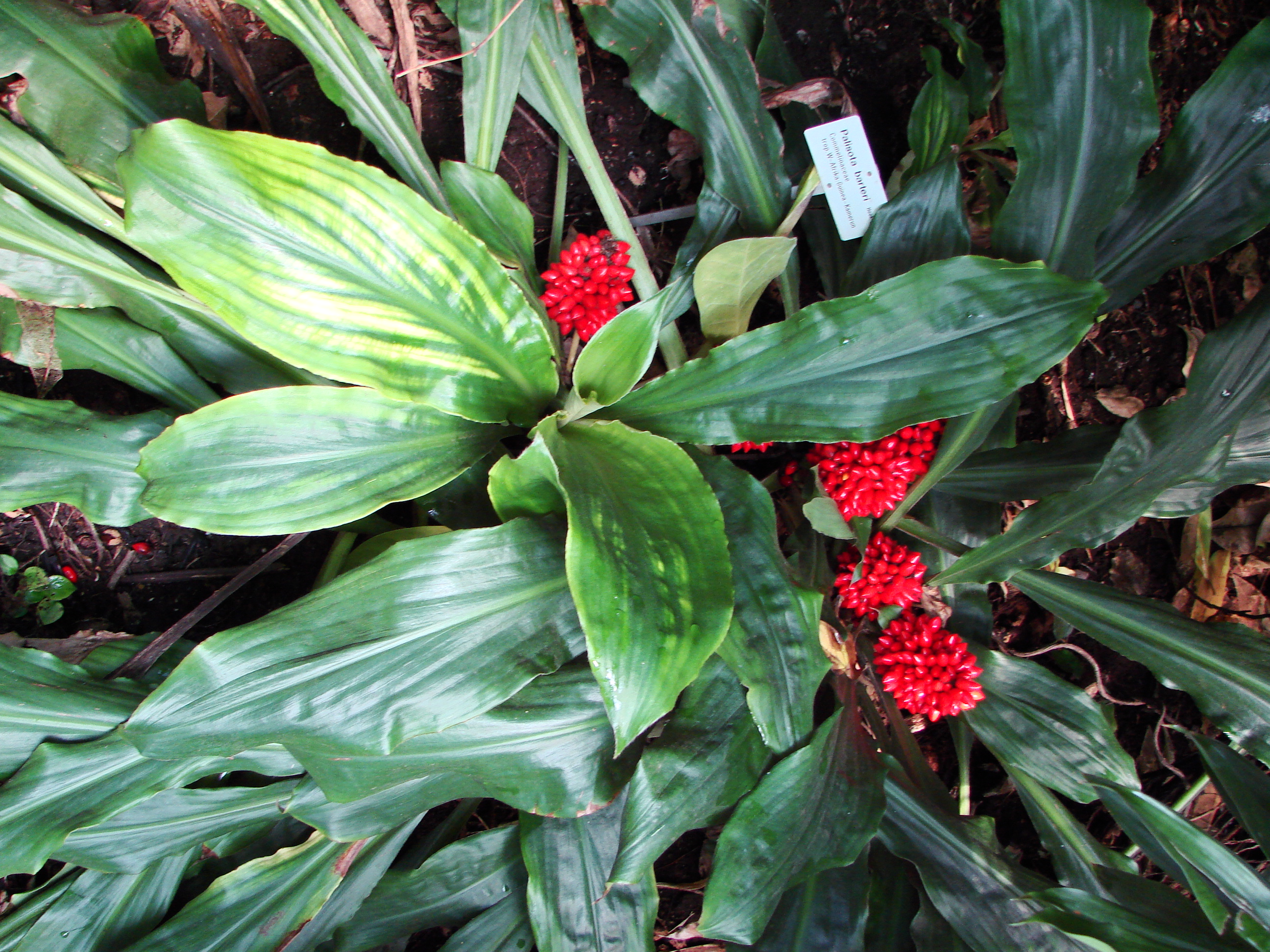
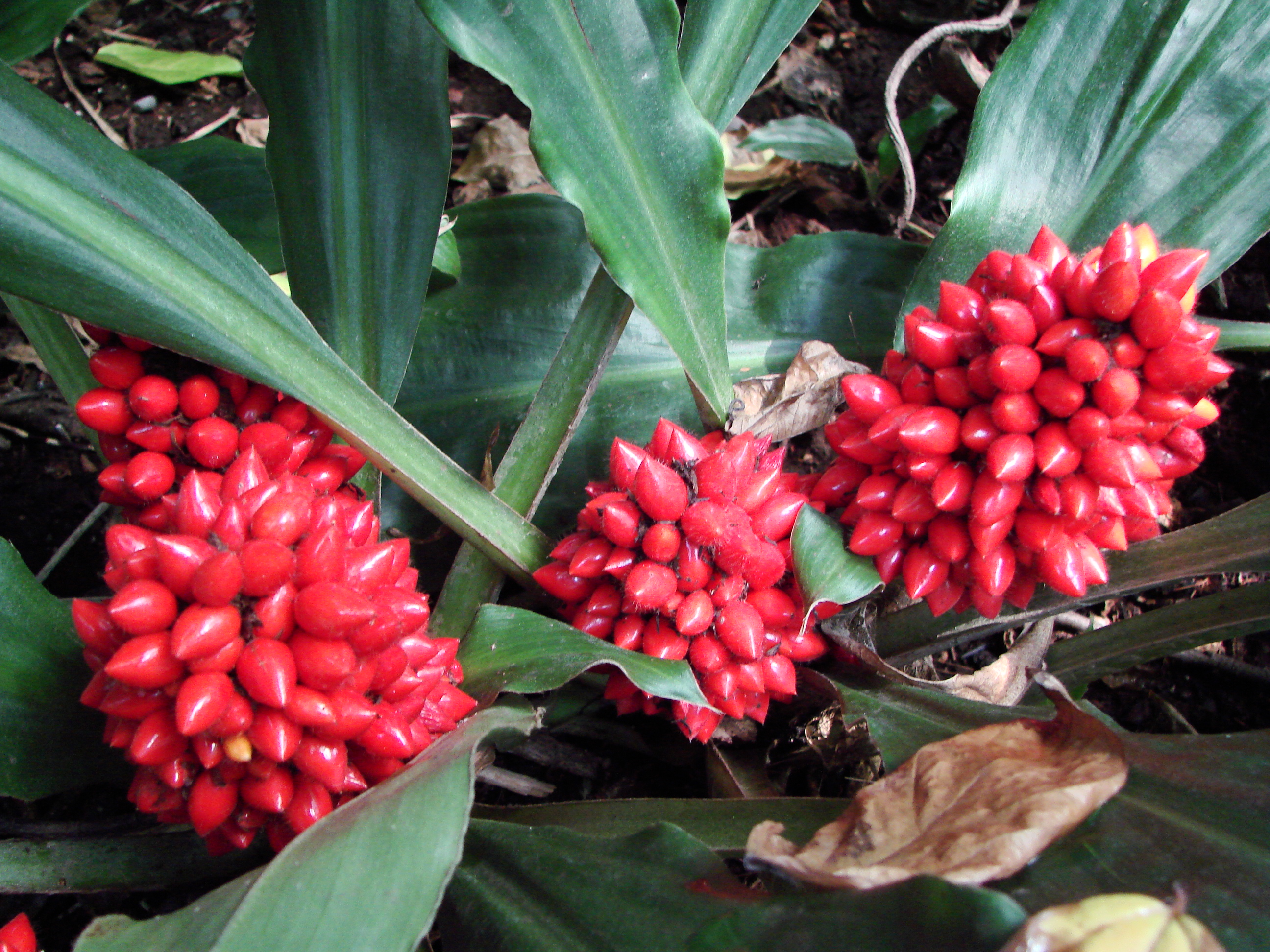
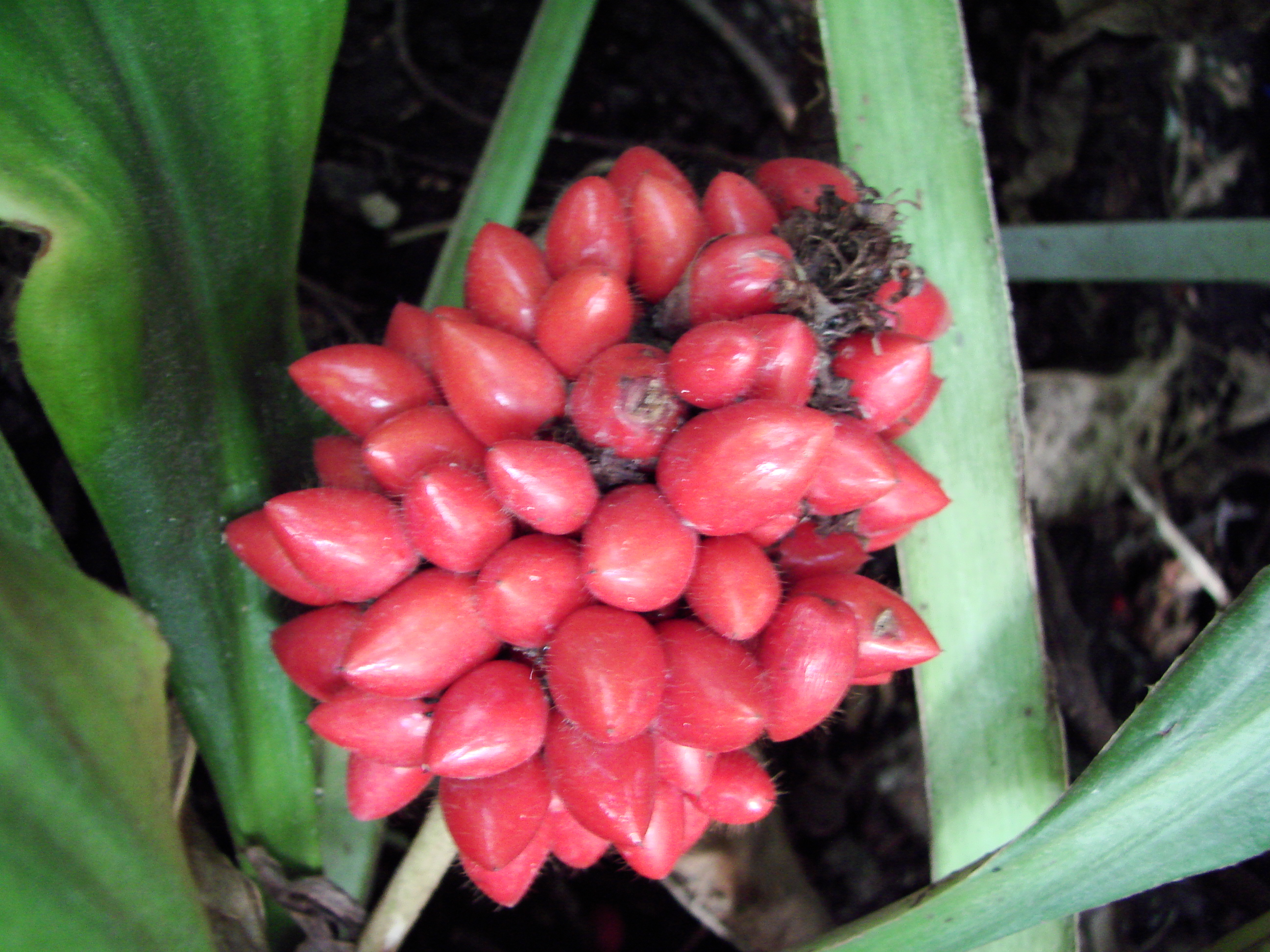
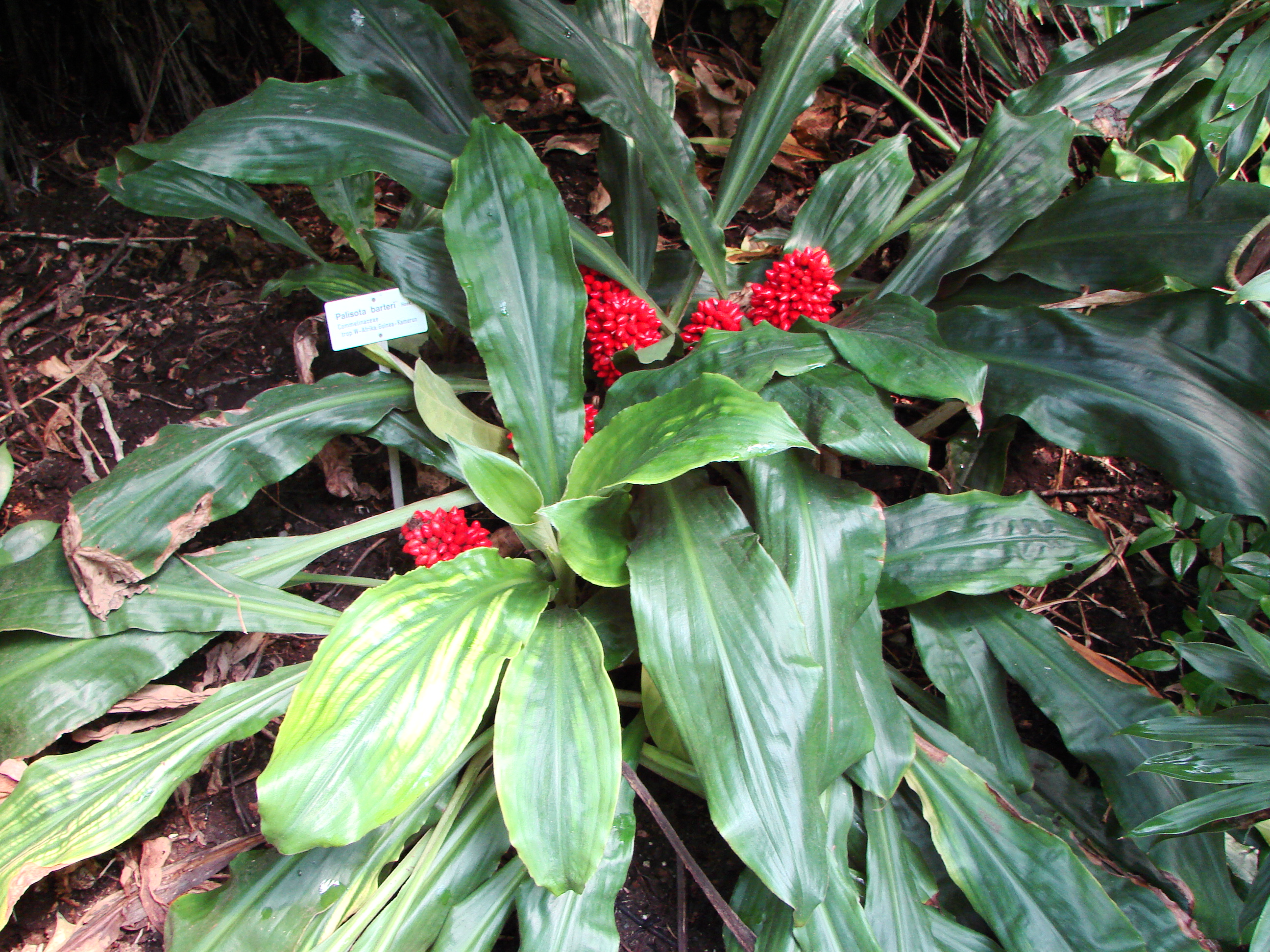
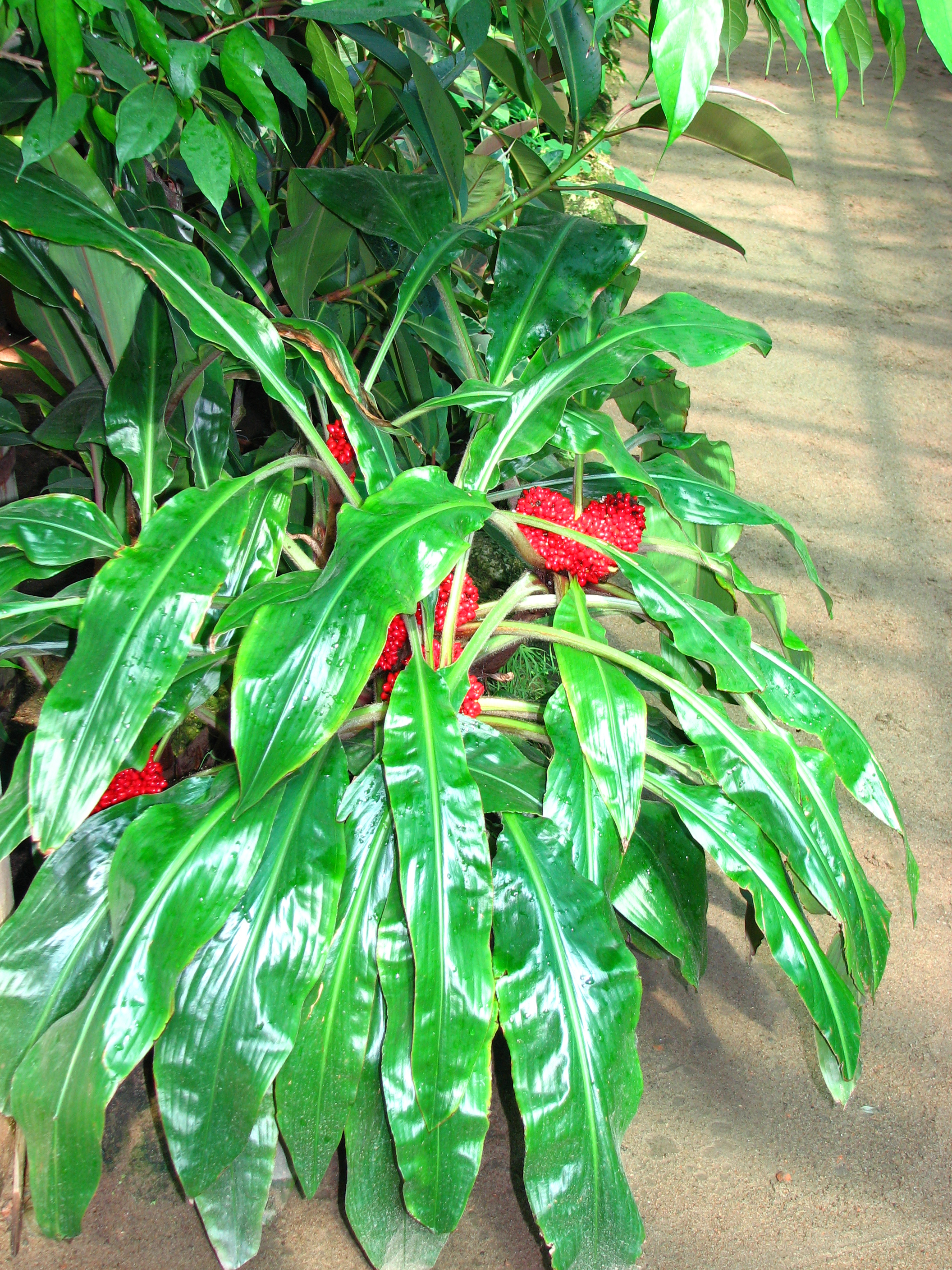
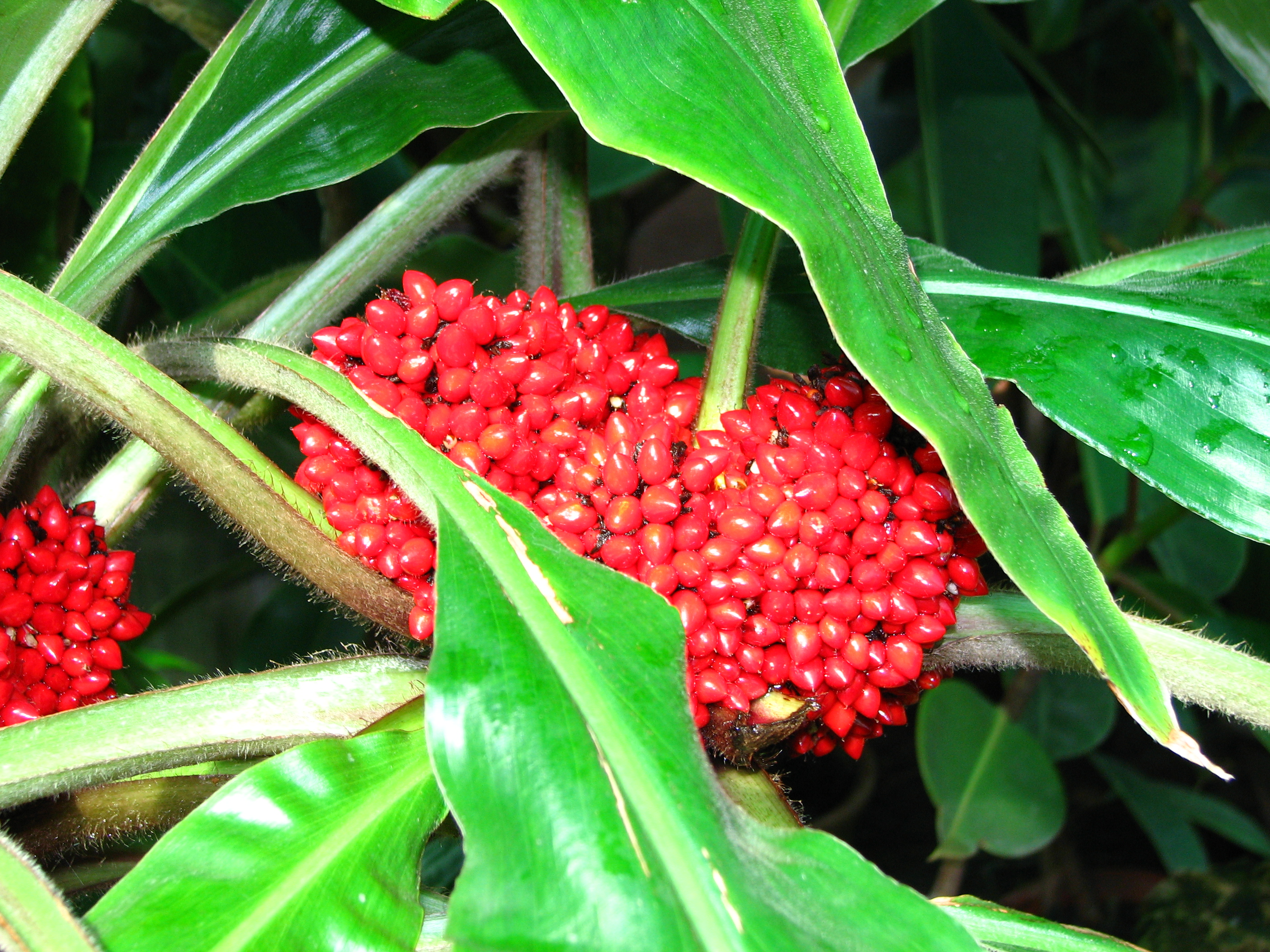